# Quercus ghiesbreghtii
Quercus ghiesbreghtii — вид рослин з родини букових (Fagaceae), ендемік Мексики.

## Опис
Вид заввишки 10–20 метрів. Гілочки густо вовнисті. Листки ланцетоподібні, верхівка й основа гострі. Жолуді завдовжки 1.2 см, яйцюваті, чашечка діаметром 1.2 см охоплює менше половини горіха.

## Поширення й екологія
Ендемік Мексики (Веракрус).